# ぽあろ
ぽあろ（1989年（平成元年）2月15日 - ）は、日本のイラストレーター。

## 来歴
2011年以降、ソーシャルゲーム開発会社にてキャラクターデザイン、アートディレクション業務を行う。
ニコニコ動画内でのラジオ番組「ニコラジ」では、ゲストの似顔絵を即興で描く「絵師スタント」として出演。2017年の放送終了まで約3年半、金曜日のレギュラーメンバーとして活動した。
2016年12月17日サービス開始のゲームアプリ「＃コンパス 戦闘摂理解析システム」ではカードデザインのほか、キャラクター「メグメグ」のデザインを担当。
同ゲームのネット番組や、イベント等にも精力的に出演している。
私生活では保護猫を飼っており、SNSで闘病生活や生育状況を報告する等、猫好きの一面も見られる。

## 作品

### キャラクターデザイン
・『戦国WARS』(有限会社TRC)
・『戦国WARS弐』(有限会社TRC)
・『戦国WARS-剣聖伝-』(有限会社TRC)
・『＃コンパス 戦闘摂理解析システム』(NHN PlayArt)

### 漫画
・『鬼の姫は愛されたい』(NHN comico)

## 出演
・『ニコニコ超会議2016』
・『ニコニコ超会議2017』
・『ニコニコ超会議2018』
・『ニコニコ超会議2019』
・『闘会議2019』
・『＃コンパス ライブアリーナ』
・『#コンパスフェス 2ndANNIVERSARY』
・『#コンパスフェス 3rdANNIVERSARY』